# Edifício dos Correios, Telégrafos e Telefones (Bissau)
O Edifício dos Correios, Telégrafos e Telefones de Bissau, foi construído na época em que Manuel Sarmento Rodrigues foi ministro do Ultramar do Estado Novo português.
O projeto de arquitetura do edifício, foi desenhado por Lucínio Cruz (Gabinete de Urbanização Colonial) em 1950, tendo o mesmo arquiteto elaborado o projeto definitivo em 1955.
O edifício com uma planta em forma de U é constituído por dois pisos e telhado de duas águas. A sua fachada principal fica na Avenida Amilcar Cabral (antiga Avenida da República).
O arquiteto Lucínio Cruz, tinha desenhado em 1948 para o mesmo local, um projeto de arquitetura para a construção da Câmara Municipal mas, esse projeto acabou por ser abandonado.